# إرنست يواقيم كوبرز
إرنست يواقيم كوبرز (بالألمانية: Ernst-Joachim Küppers) (مواليد 24 أغسطس 1942) هو سبّاح ألماني، مثّل بلاده في الألعاب الأولمبية الصيفية 1964.

## روابط خارجية
- إرنست يواقيم كوبرز على موقع الاتحاد الدولي للسباحة (الإنجليزية)
- إرنست يواقيم كوبرز على موقع أوليمبيديا (الإنجليزية)